# Braconinae
Sous-famille
Synonymes
- Aphrastobraconinae Ashmead, 1900
- Gnathobraconinae Szepligeti, 1904
- Vipioninae Gahan, 1917
- Microbraconinae Bridwell, 1920
- Pseudodicrogeniinae Fahringer, 1936
- Vaepellinae Quicke, 1987

Les Braconinae sont une sous-famille d'insectes de l'ordre des hyménoptères de la famille des Braconidae.

## Description
Ce sont des microguèpes et les plus grands des Braconidae. 
- Nervation alaire complète des Braconidae
- Pas de carène occipitale (à l'arrière de la tête).
- Pas de carène prépectale.
- Pas de lobe postéo ventral du propleure.

Leurs mandibules laissent entre elles une ouverture ronde caractéristique. Ce sont surtout des parasitoïdes solitaires ou grégaires de lépidoptères, coléoptères (Curculionidae), parfois de diptères (Trypetidae) et de symphytes.

## Taxonomie

### Liste des tribus
Adeshini - Aphrastobraconini - Argamaniini - Bathyaulacini - Braconini - Coeloidini - Euurobraconini - Glyptomorphini - Gnathobraconini - Physaraiini - Rhammurini - Vaepellini

### Aperçu des genres
Bracon, Campyloneurus, Coeloides, Glyptomorpha, Habrobracon, Pambolus, Pseudovipio, Rhaconothus, Iphiaulax, Exothecus, Rhyssalus, Rhogas, Colastes, Doryctes, Vipio

## Liens  externes
- Ressources relatives au vivant :   - Australian Faunal Directory
  - BugGuide
  - Dyntaxa
  - EU-nomen
  - Fauna Europaea
  - Paleobiology Database
  - iNaturalist
  - NBN Atlas
  - New Zealand Organisms Register
  - Système d'information taxonomique intégré
- (en) BioLib : Braconinae
- (en) NCBI : Braconinae (taxons inclus)